# Corydoras sarareensis
Corydoras sarareensis Dinkelmeyer, 1995 è un pesce osseo d'acqua dolce, appartenente alla famiglia Callichthyidae.

## Distribuzione e habitat
È endemica del bacino del Guaporé, in Brasile. Il locus typicus è il Sararé, uno degli affluenti.

## Descrizione
Misura 4,4 cm di lunghezza massima.

## Acquariofilia
Non è una specie comune negli acquari.